# 1895
1895 (MDCCCXCV) fue un año común comenzado en martes según el calendario gregoriano.

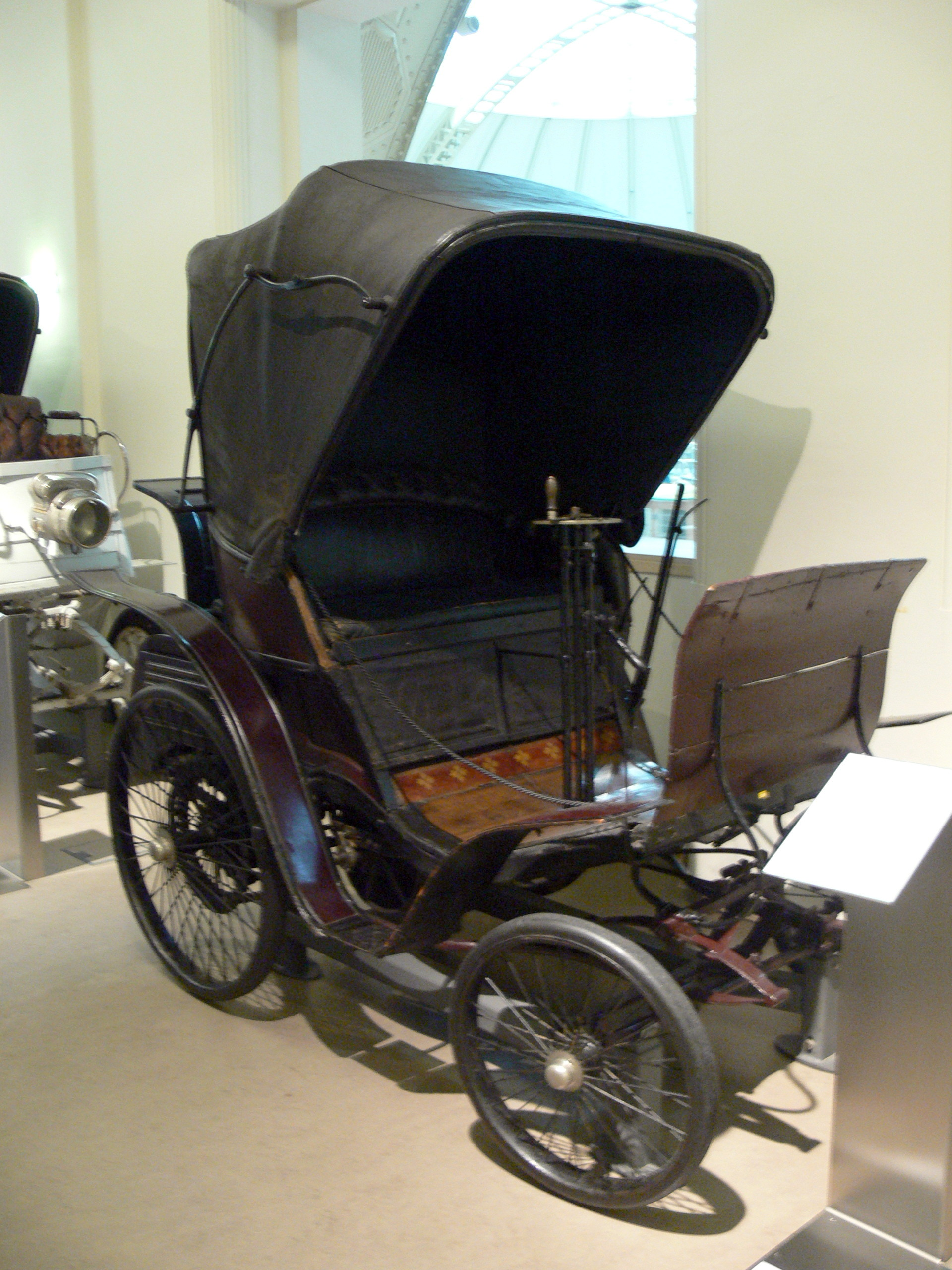
Vehículo del año 1895

## Acontecimientos

### Enero
- 5 de enero: en Francia, el oficial Alfred Dreyfus es degradado y sentenciado a cadena perpetua en la Isla del Diablo (en la Guyana Francesa).
- 17 de enero: en el condado iraní de Quchan se registra un terremoto de 6,8 que deja un saldo de 11.000 fallecidos.
- 21 de enero: en Getaria (País Vasco), nace Cristóbal Balenciaga, el prestigioso diseñador de moda español considerado uno de los creadores más importantes de la alta costura.
- 23 de enero: Tras la renuncia de Luis Sáenz Peña, José Evaristo Uriburu asume como presidente de Argentina.

### Febrero
- 9 de febrero: en Massachusetts (Estados Unidos) William G. Morgan inventa el vóleibol.
- 11 de febrero: Estados Unidos establece su «protectorado» sobre las islas Hawái.
- 13 de febrero: la flota de Beiyang, de la Dinastía Qing, capitula frente a los japoneses en el contexto de la primera guerra sino-japonesa.
- 14 de febrero: Oscar Wilde estrena la obra teatral La importancia de llamarse Ernesto
- 24 de febrero: con el Grito de Baire, se inicia la guerra de independencia cubana.

### Marzo
- 10 de marzo: mueren más de cuatrocientas personas en el naufragio del crucero de la Armada española Reina Regente.
- 23 de marzo: el conservador Antonio Cánovas del Castillo retoma, dos años y medio después, la Presidencia del Consejo de Ministros.

### Abril
- 14 de abril: 
  - En el ducado de Carniola (actual Eslovenia) se registra un terremoto de 6,1 que azota Liubliana que deja más de 20 víctimas mortales.
  - En Cuba, Máximo Gómez nombra al escritor y patriota José Martí mayor general.
- 17 de abril:
  - Muere Jorge Isaacs

### Junio
- 5 de junio: en Ecuador inicia la Revolución Liberal, siendo esta la guerra civil más intensa en este país.

### Julio
- 8 de julio: un terremoto de 7,4 sacude Turkmenistán.
- 13 de julio: el violinista y compositor mexicano Julián Carrillo inicia su trabajo sobre la música microtonal (que él llama el «sonido 13»).
- 31 de julio: Sabino Arana funda el Euzko Alderdi Jeltzalea – Partido Nacionalista Vasco (EAJ–PNV).

### Octubre
- 31 de octubre: en Charleston (Misuri) un terremoto de 6,6 deja 4 muertos y 7 heridos.

### Diciembre
- 5 de diciembre en Guatemala Izabal Se Crea el Municipio de Puerto Barrios Por el general José María Reyna Barrios en honor a su Tío Justo Rufino Barrios
- 28 de diciembre (domingo): en París (Francia), los hermanos Lumière (Louis y Auguste), las personas que patentaron el cine, exhiben la primera película cinematográfica de la historia del cine: La salida de los obreros de la fábrica de Lyon.

### Fechas sin precisar
- Inglaterra establece un «protectorado» en Kenia (en África).
- En Argentina, se funda la Congregación de las Hermanas Rosarinas (en alusión a la Virgen Santa María y del). Su primera sede es en el barrio porteño de Barracas. Ese mismo año, se fundó el Instituto Santa María del Rosario, con el fin de dar clases a las niñas de la Comunidad Rosarina de Buenos Aires.
- Francia conquista Madagascar (en África).
- Japón adquiere la isla de Formosa.
- En Sudáfrica sucede la sublevación bóer.
- En Suecia, Alfred Nobel funda la empresa Eka, una de las empresas precursoras de la actual AkzoNobel.

## Arte y literatura
- Benito Pérez Galdós: Nazarín.
- Tomás Bretón (1850-1923, compositor español): La Dolores.
- Toulouse-Lautrec: El payaso Chak-K-Kao.
- Blasco Ibáñez: Flor de mayo.
- León Tolstói: Amo y criado.
- H. G. Wells: La máquina del tiempo.
- Eduardo Pondal: A campana de Anllóns (ampliada a 81 estrofas).
- Arthur Conan Doyle: "Sherlock Holmes".
- Friedrich Nietzsche: "El Anticristo".

## Ciencia y tecnología
- Hendrik Antoon Lorentz (1853-1928, matemático neerlandés): Ensayo de una teoría sobre los fenómenos eléctricos y ópticos en los cuerpos en movimiento.
- Jean Perrin: Electrón.
- Josef Breuer y Sigmund Freud: Un estudio sobre la histeria.
- Konrad Wilhelm Röntgen: descubre los rayos X el día 8 de noviembre en la ciudad bávara de Wurzburg, accidentalmente descubre esta forma de energía, la cual penetra en la materia sólida y ante su origen desconocido decide llamarla «X». Pocas semanas después el odontólogo alemán Otto Walkhoff toma la primera radiografía dental.
- Fundación de la Universidad Imperial Tientsin, actualmente conocida como Universidad de Tianjin.
- Descubrimiento de la especie de bacilo llamada Clostridium botulinum por Émile van Ermengem.

## Deportes
- 11 de junio: Emile Levassor gana la primera competición automovilística cronometrada de la historia, el rally París-Burdeos-París.
- 19 de junio: se crea la Federación de Fútbol de Chile.
- 12 de noviembre: el conde Albert de Dion crea el primer club automovilístico de la historia, el Automobile Club de Francia.

### Golf
- Abierto de Estados Unidos:  Horace Rawlins.
- Abierto Británico de Golf:  John Henry Taylor.

### Tenis
- Abierto de Estados Unidos:
  - Ganadora individual: Juliette Atkinson .
  - Ganador individual: Fred Hovey .

- Campeonato de Wimbledon:
  - Ganadora individual: Charlotte Cooper .
  - Ganador individual: Wilfred Baddeley .

- Torneo de Roland Garros:
  - Ganador individual: André Vacherot .

## Nacimientos

### Enero
- 1 de enero: J. Edgar Hoover, político estadounidense (f. 1972).
- 2 de enero:
  - Conde Folke Bernadotte, diplomático sueco.
  - Lucas Fernández Peña, ingeniero y explorador venezolano (f. 1987).
- 7 de enero: Clara Haskil, pianista suiza de origen rumano (f. 1960).
- 11 de enero: Marlon Brando, Sr., productor de cine estadounidense (f. 1965).
- 21 de enero: Cristóbal Balenciaga, el prestigioso diseñador de moda español.

### Febrero
- 21 de febrero: Henrik Dam, bioquímico y fisiólogo danés, premio nobel de medicina en 1943 (f. 1976).
- 22 de febrero: Víctor Raúl Haya de la Torre, pensador y político peruano (f. 1979).
- 28 de febrero: Guiomar Novaes, pianista brasileña (f. 1979).

### Marzo
- 7 de marzo: Juan José Castro; compositor argentino (f. 1968).
- 13 de marzo: Juan Larrea, poeta español.
- 15 de marzo: Juan Alfonso Carrizo, escritor argentino (f. 1957).

### Abril
- 11 de abril: Matilde Muñoz, escritora y crítica española (f. 1954).
- 15 de abril: 
  - Abel Donaire Sanchéz Rostel, dibujante, caricaturista, productor de películas y animador estadounidense de origen español (f. 1997).
  - Abigaíl Mejia, intelectual, fotógrafa, educadora y feminista dominicana (f. 1941)
- 19 de abril: Miguel García Vivancos, pintor español (f. 1972).
- 29 de abril: Malcolm Sargent, director de orquesta y músico británico (f. 1967).

### Mayo
- 2 de mayo: José Azueta Abad, marino mexicano.
- 2 de mayo: Wilm Hosenfeld, Oficial Alemán nombrado Justos entre las naciones. (f. 1952.)
- 6 de mayo: Rodolfo Valentino, actor italiano (f. 1926).
- 8 de mayo: 
  - Joselito, torero español. (f. 1920).
  - Fulton J. Sheen, arzobispo estadounidense (f. 1979).
  - Edmund Wilson, escritor y crítico estadounidense.
- 12 de mayo: Jiddu Krishnamurti, escritor y conferencista indio (f. 1986).
- 18 de mayo: Augusto César Sandino, líder revolucionario nicaragüense (f. 1934).
- 20 de mayo: Bernardino Bilbao Rioja, militar y mariscal boliviano (f. 1983).
- 21 de mayo: Lázaro Cárdenas del Río, político mexicano, presidente entre 1934 y 1940 (f. 1970).
- 26 de mayo: Paul Lukas, actor húngaro (f. 1971).
- 28 de mayo: Justo Pastor Benítez, escritor, periodista y político paraguayo. (f. 1963).

### Junio
- 3 de junio: Jimena Fernández de la Vega, médica, genetista y profesora española (f. 1984).
- 8 de junio: Santiago Bernabéu, jugador y dirigente futbolístico español (f. 1978).
- 21 de junio: Mark Reizen, cantante ruso (f. 1992).
- 24 de junio: 
  - Jack Dempsey, boxeador estadounidense (f. 1983).
  - Juan Miles, jugador de polo argentino (f. 1981).
- 27 de junio: Anna Banti, escritora italiana (f. 1985).
- 29 de junio: Alice Lardé de Venturino, poetisa, científica, pedagoga y compositora salvadoreña (f. 1983).

### Julio
- 3 de julio: Jean Paige, actriz estadounidense (f. 1990).
- 4 de julio:
  - Esteban Laureano Maradona, médico, escritor y filántropo argentino (f. 1995).
  - Irving Caesar, letrista y compositor estadounidense (f. 1996).
- 10 de julio: 
  - Nahum Goldmann, sionista israelí (f. 1982).
  - Carl Orff, compositor alemán (f. 1982).
- 12 de julio: Juan Tellería, compositor español (f. 1949).
- 18 de julio: Olga Spesívtseva, bailarina rusa (f. 1991).
- 22 de julio: León de Greiff, poeta colombiano (f. 1976).
- 24 de julio: Robert Graves, escritor británico (f. 1985).

### Agosto
- 16 de agosto: Jacinto Guerrero, compositor de zarzuela español (f. 1951).
- 21 de agosto: Dyonélio Machado, escritor, periodista y psiquiatra brasileño (f. 1985).

### Septiembre
- 8 de septiembre: Sara García, actriz mexicana (f. 1980).
- 21 de septiembre: 
  - Juan de la Cierva y Codorníu, ingeniero e inventor español.
  - Sergéi Yesenin, poeta ruso.
- 29 de septiembre: Héctor Basaldúa, pintor argentino (f. 1976).
- 30 de septiembre: Lewis Milestone, cineasta estadounidense de origen ruso (f. 1980).

### Octubre
- 1 de octubre: Juan Abelló Pascual, farmacéutico español (f. 1983).
- 2 de octubre: Bud Abbott, actor estadounidense (f. 1974).
- 8 de octubre: Juan Domingo Perón, político, militar y presidente argentino entre 1946 y 1955 y entre 1973 y 1974 (f. 1974).
- 15 de octubre: Alfred Neumann, guionista y escritor alemán.
- 18 de octubre: Lucas Espinosa, filólogo e indigenista español.
- 21 de octubre: Edna Purviance, actriz muda estadounidense (f. 1958)
- 30 de octubre: 
  - Gerhard Domagk, bacteriólogo alemán, premio nobel de medicina en 1939.
  - Claudio de la Torre, novelista, poeta, dramaturgo y cineasta español.

### Noviembre
- 5 de noviembre: Walter Gieseking, pianista y compositor franco-alemán (f. 1956).
- 15 de noviembre: Olga Nikoláyevna Románova, duquesa rusa (f. 1918).
- 17 de noviembre: Mijail Bajtín, crítico literario y lingüista ruso (f. 1975).
- 24 de noviembre: Hugo Mayo, escritor y poeta ecuatoriano (f. 1988).
- 25 de noviembre: Wilhelm Kempff, pianista y compositor alemán (f. 1991).

### Diciembre
- 1 de diciembre: José Alfredo Martínez de Hoz (padre), estanciero argentino (f. 1976).
- 3 de diciembre: Anna Freud, psicoanalista austriaca (f. 1982).
- 9 de diciembre: 
  - Dolores Ibárruri, dirigente comunista española (f. 1989).
  - Conchita Supervía, mezzosoprano española (f. 1936).
- 13 de diciembre: Lucía Sánchez Saornil, poeta ultraísta, militante anarquista y luchadora por la emancipación de las mujeres española (f. 1970).
- 14 de diciembre: 
  - Jorge VI del Reino Unido, rey británico (f. 1952).
  - Paul Éluard, poeta francés (f. 1952).
  - Pepito Arriola, músico español (f. 1954).

### Sin fecha exacta conocida
- María Sepúlveda, escritora española (f. 1983)

## Fallecimientos
- 4 de enero: Manuel Pavía, militar español (n. 1827).
- 10 de enero: Benjamin Godard, compositor francés (n. 1849).
- 26 de enero: Arthur Cayley, matemático británico (n. 1821).
- 11 de febrero: Juan María Acebal y Gutiérrez, escritor español (n. 1815).
- 2 de marzo: Berthe Morisot, pintora impresionista francesa (n. 1841).
- 15 de marzo: Nicolás Pinzón Warlosten, escritor y educador colombiano (n. 1859).
- 19 de marzo: Faustina Sáez de Melgar, escritora española (n. 1834).
- 11 de abril: Julius Lothar Meyer, químico alemán, pionero en desarrollo de la primera tabla periódica de los elementos (n. 1830)
- 5 de mayo: Enriqueta Lozano, escritora española (n. 1829)
- 19 de mayo: José Martí, político liberal, periodista, escritor y poeta cubano (n. 1853).
- 29 de junio: Thomas Henry Huxley, biólogo británico (n. 1825).
- 1 de julio: Roberto Ojeda Campana, músico peruano (f. 1983).
- 5 de agosto: Friedrich Engels, filósofo y revolucionario alemán (n. 1820).
- 24 de agosto: Albert Mummery, alpinista y economista británico (n. 1855).
- 29 de agosto: Francisco Navarro Villoslada, escritor e ideólogo español (n. 1818).
- 28 de septiembre: Louis Pasteur, descubridor de vacunas contra la rabia ... (n. 1822)
- 8 de octubre Emperatriz Myeongseong
- 24 de octubre: Meijer de Haan, pintor neerlandés (n. 1852).
- 2 de noviembre: José Marco y Sanchís, escritor español (n. 1830).